# أسكيا محمد
ممدو توره (بالفرنسية: Askia Mohammed)‏ أو أسكيا محمد (1441-1538م). حاكم دولة صنغاي في غرب أفريقيا خلال عصور قوتها. وهو من عرق صنغاي . وكان أول ملوك صنغي الذين أطلق عليهم اسم أسكيا. ويسمى أيضًا أسكيا العظيم. وقد بلغت صنغاي في عهد أقصى اتساع لها لتضم دويلات الهاوسا ومنها كانو.
أصبح أسكيا ملكًا عام 1493.
بعد وفاة سني علي بر، رفض ابنه الأكبر سوني بارو أن يعتنق الإسلام. هذا الأمر دفع أحد قادة الجيش، ممدو توره، دافعاً إلى الخروج عليه وقتاله وانتزاع الحكم منه. وقد أسس أسكيا أكبر وأغنى مملكة في غرب إفريقيا، فاقتطع أجزاء كبيرة من مالي، وهزم دول الهوسا، وحول مدن البربر الصحراوية إلى مستعمرات تابعة لصنغي. وإضافة إلى ذلك، فقد قوَّى الحكومة المركزية وشجع على إقامة شعائر الإسلام. وفي عام 1528م، قام أبناؤه الثلاثة بإبعاده عن الحكم.

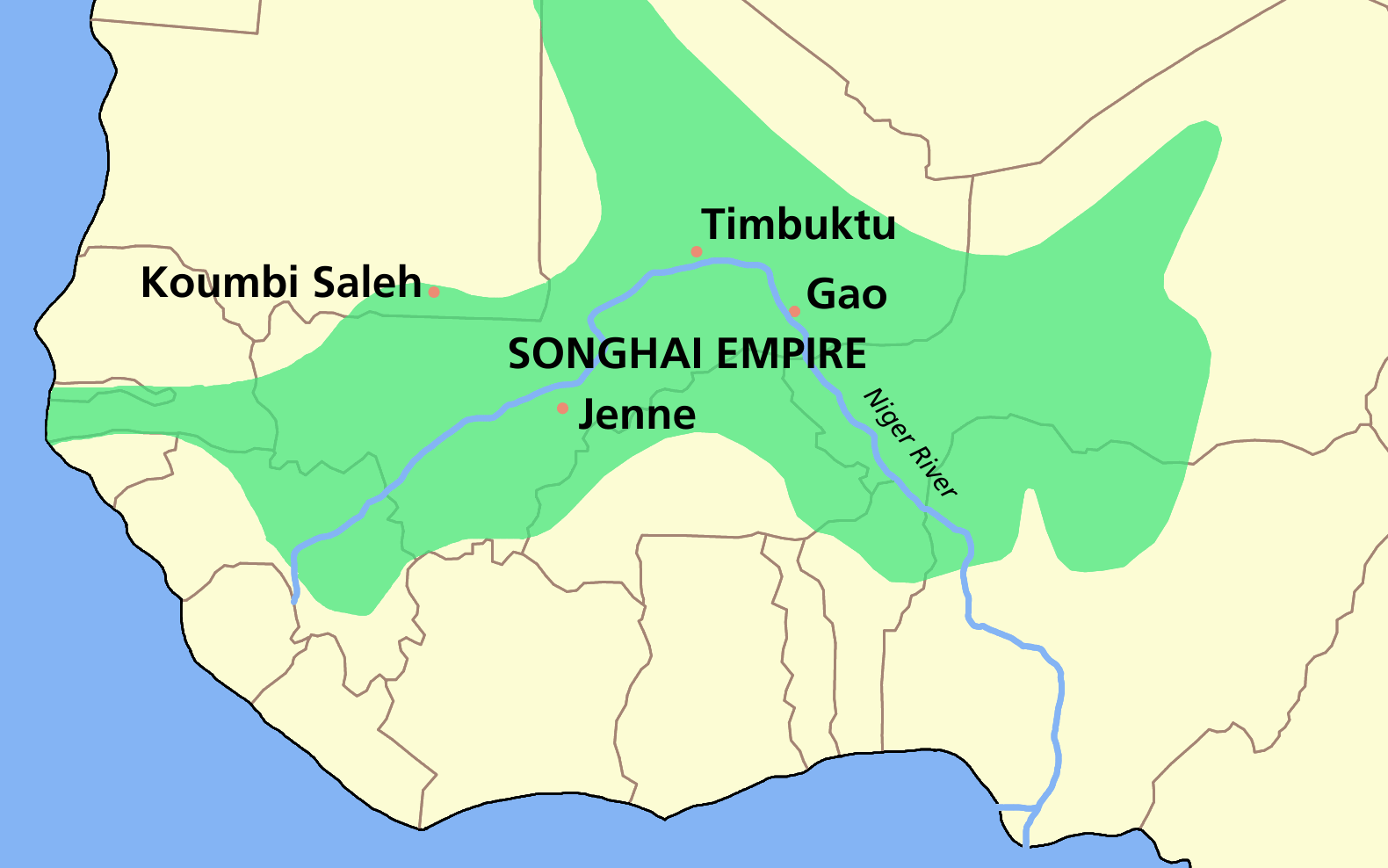
امتداد إمبراطورية سونغاي،
حوالي 1500.

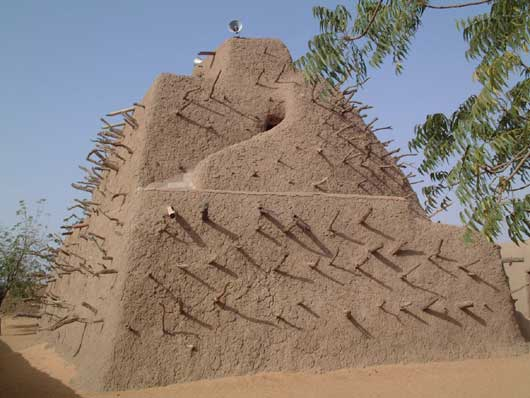
ضريح أسكيا محمد

## وصلات خارجية
- Biographical information on historical African figures